# Cimetière d'Ascq
Le cimetière d'Ascq est le cimetière du village d'Ascq, aujourd'hui quartier de Villeneuve-d'Ascq (Nord).

## Histoire
Le cimetière d'Ascq s'étendait initialement autour de l'église,.
En 1887, l'inspecteur départemental de la Salubrité note « l'état d'insalubrité du cimetière actuel, situé au centre d'une agglomération populeuse, et qui présente, en raison de son encombrement, de réels dangers pour la santé publique ».
Le 30 avril 1889, un nouveau cimetière est ouvert par arrêté municipal, rue de l'abbé Lemire (alors rue du Père Lachaise),. Ce nouveau cimetière est construit sur des terrains rachetés par la commune à Louis Leclerc, maçon, de Désiré Verdière, tisserand, ainsi que des terrains donnés par des rentiers, M. et Mme Desquiens-Selosse et Honoré Desquiens. En 1895 et les années qui suivent, le vieux cimetière est désaffecté (il était déjà fermé aux inhumations depuis 1889. Le vieux cimetière est remplacé par une place publique.

## Caractéristiques
Si le cimetière d'Ascq abrite essentiellement des tombes de civils, il a deux particularités : il abrite des tombes de militaires britanniques et du Commonwealth, ainsi que les corps des victimes du Massacre d'Ascq.

### Tombes des victimes du Massacre d'Ascq
À la suite d'un attentat contre un convoi militaire allemand aux abords de la gare d'Ascq dans la nuit du 1er avril 1944 au 2 avril 1944, quatre-vingt-six civils sont fusillés par l'Occupant.

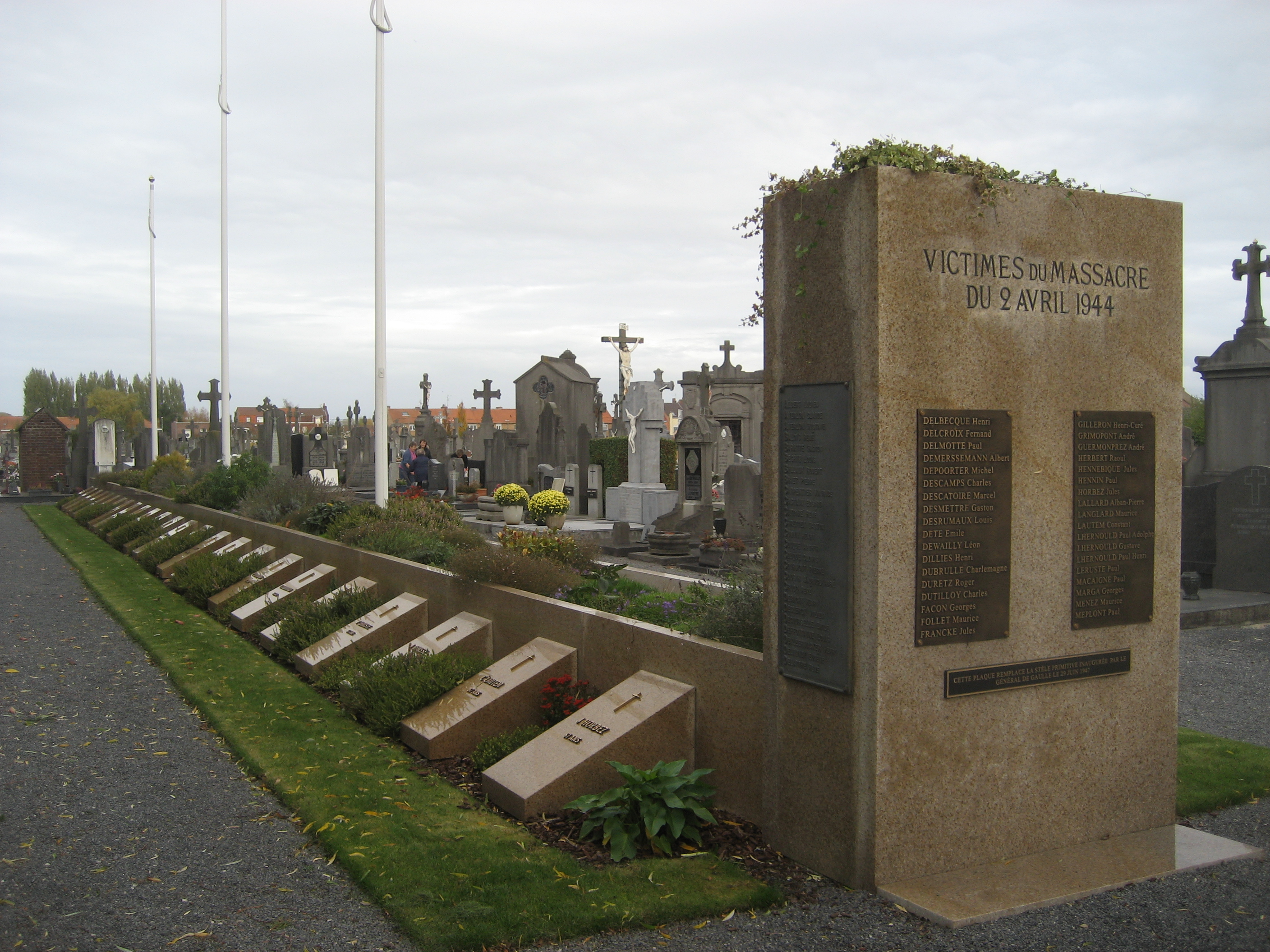
Tombes des Massacrés

### Tombes de guerre du Commonwealth
Le cimetière abrite des tombes de guerre de soldats du Commonwealth de la Première Guerre mondiale et de la Seconde Guerre mondiale.
Ces tombes sont entretenues par la Commonwealth War Graves Commission.
En effet, pendant quelques mois, fin 1918 et en 1919, des troupes britanniques étaient stationnées dans le village. Ces unités étaient les suivantes :
- 229th Field Ambulance ;
- 13th and 63rd Casualty Clearing Stations ;

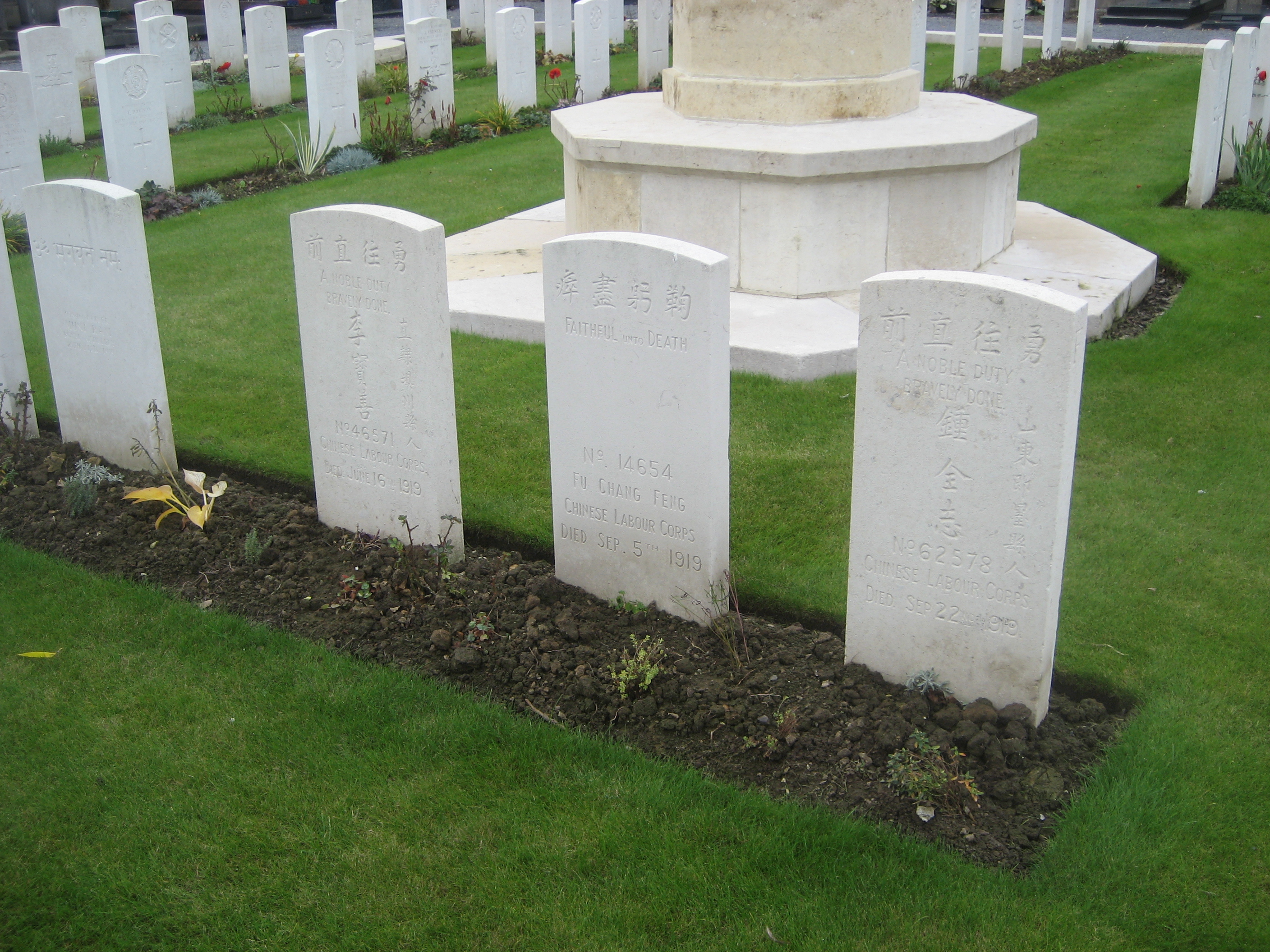
Tombes chinoises dans le carré militaire

- 39th Stationary Hospital.

#### Victimes
| Pays        | Victimes |
| ----------- | -------- |
| Royaume-Uni | 50       |
| Chine       | 4        |
| Inde        | 2        |
| Canada      | 1        |
| Australie   | 1        |
| Total       | 58       |

Sont recensées dans le cimetière, 55 victimes de la Première Guerre mondiale (décédées entre le 7 novembre 1914 et le 5 septembre 1919) et 3 victimes de la Seconde Guerre mondiale (décédées les 24 et 25 mai 1940). 
Les quatre victimes chinoises étaient des travailleurs enrôlés au sein du Corps de travailleurs chinois.

## Personnalités enterrées au cimetière
- Gaston Baratte, résistant, fondateur de l'US Ascq.